# Gouden Buys (schip, 1693)
De Gouden Buys was een VOC-schip uit Enkhuizen en gebouwd in 1693. Het was een spiegelretourschip van 130 voet.
In oktober 1693 kwam het schip De Gouden Buys na een uiterst ongelukkige reis aan bij de St. Helenabaai in Zuid-Afrika. Van de 190 oorspronkelijke opvarenden waren er nog enkele tientallen in leven. Slechts zeven waren nog redelijk fit. De rest was door scheurbuik en besmettelijke ziektes die op het schip waren uitgebroken overleden. Schipper Baanman gelastte de zeven mannen om aan land te gaan en op zoek te gaan naar hulp. Het schip kon door ongunstige wind en gebrek aan bemanning namelijk niet meer naar de Kaap gevaren worden.
Daniël Silleman en Lourens Thijszoon Vijselaar waren de enigen van de zeven mannen die de omzwervingen van drie weken aan land overleefden. Ze aten schildpadden en dronken hun eigen urine. Toen ze 'wilde mensch eeters', de zogenaamde Hottentotten zagen (tegenwoordig spreekt men van de Khoikhoi) werden ze verschrikkelijk bang. Maar de Hottentotten bleken achteraf vriendelijk te zijn en dankzij hun hulp wisten ze te overleven. Toen één Hottentot de nabijgelegen Hollandse post bereikte, ging er snel een bericht naar de in 1652 door Jan van Riebeeck gestichte Nederlandse kolonie bij Kaap de Goede Hoop. Er werd direct een hulpexpeditie van vier schepen uitgerust om het schip de Gouden Buys te redden.
De Gouden Buys was inmiddels gestrand met zeventien lijken en (gevulde) geldkisten aan boord. Silleman werd van het strand gered, de geldkisten van De Gouden Buys werden aan boord van het schip Dageraad gebracht en men zeilde terug. Silleman voer mee op de Dageraad. Maar toen het schip de haven van de Kaapkolonie binnenliep, werd het door een zware storm op de klippen van Robbeneiland geworpen en verging het. Ook deze tweede schipbreuk wist Silleman te overleven. Hij reisde terug naar Nederland en vertelde zijn belevenissen aan een uitgever in Enkhuizen. Dat werd in 1695 al uitgegeven in boekvorm en werd een populair reisverhaal.